# 세르게이 노비코프 (유도 선수)
세르게이 페트로비치 노비코프(러시아어: Серге́й Петро́вич Но́виков, 우크라이나어: Сергі́й Петро́вич Но́віков 세르히 페트로비치 노비코우[*], 1949년 12월 15일~2021년 4월 16일)는 소련의 유도 선수, 러시아와 우크라이나의 유도 지도자이다. 현역 시절 소련 국가대표로 활약하여 1976년 하계 올림픽 헤비급에서 금메달을 획득했다.